# Альбедиль (дворянский род)
Альбедиль (нем. Albedyll, пол. Albedyl) — польский шляхетский род немецкого происхождения и одноименный герб.

## Происхождение и история рода
Бароны и дворяне Альбедиль (в старину назывались Альфендиль). Происходят из Италии, откуда в XIV веке переселились в Лифляндию, а из Лифляндии одна ветвь этой фамилии в XVII веке перешла в Швецию, где некоторые из Альбедилей, Генрих Оттон (1666—1738) и Христофор Генрих (1679—1750) в XVIII в. служили в генеральских чинах и были возведены Королевой Ульрикой Элеонорой 2 марта 1720 года в баронское достоинство.
Эрик-Рейнгольд (1732—1804) был обер-егермейстером в герцогстве Курляндском в 1778 году; Эмиль Генрих Людвиг (1824—1897) — прусский кавалерийский генерал.
В Российской империи:
- барон Густав-Эрнест фон Альбедиль (1655—1721) служил в России при Петре I с 1703 года (генерал-поручик с 1711)[1];
- Георгиевские кавалеры — бароны Константин Карлович (Konstantin Gustav) (1788—1843) и Максим Карлович (Magnus Georg) (1790—1848).
- барон Пётр Романович (1764—1830) — сын Эрика-Рейнгольда; флигель-адъютант Александра I, а в конце жизни обер-гофмаршал. Его внук, родившийся у его внебрачного сына — Пётр Павлович Альбединский (1826—1883); генерал-адъютант, генерал от кавалерии, член Государственного совета.
- Фёдор Константинович (1836—1914) — русский военный педагог, генерал от артиллерии.

## Описание герба
В лазоревом поле наискось-справа поставленный срубленный пень с тремя сучьями: 2 сверху и 1 внизу, сопровождаемый серебряными сверху звездой, снизу полумесяцем, рогами к пню обращённым.
Щит увенчан дворянскими шлемом и короной. Нашлемник: павлиний хвост. Намёт на щите лазоревый, подложенный серебром и золотом.